# سینه (بلژیک)
شهر سینه (به فرانسوی: Ciney) در شهرستان دینان (بلژیک) در استان نمور در منطقه فدرال والوون در کشور بلژیک واقع شده‌است.